# 29 Lekka Brygada Pancerna (ZSRR)
29 Lekka Brygada Pancerna (ros. 29-я танковая бригада) – pancerny związek taktyczny Armii Czerwonej.

## Działania bojowe
Brygada wzięła udział w kampanii wrześniowej w składzie 4 Armii. 
Rano 17 września brygada przekroczyła granicę państwową i do 12.00 opanowała Nieśwież biorąc do niewoli  dwie polskie kompanie. Maszerując dalej, zdobyła Baranowicze i wzięła do niewoli około 5000 jeńców. Po południu 18 września oddziały brygady maszerowały w kierunku Kosowa i o 20.00 osiągnęły skraj lasów w rejonie Domanowe. Tu brygadzie zabrakło paliwa. 19 września brygada ześrodkowała się w Prużanie. Rano 22 września rozpoczęła marsz w kierunku Brześcia z zadaniem zdobycia miasta.
W dniu agresji na Polskę brygada posiadała 188 czołgów T-26 i 3 samochody pancerne.
Do działań brygada wyprowadziła 240 wozów bojowych. Po ich zakończeniu pozostało 175 sprawnych wozów bojowych. Straty bojowe to 3 czołgi. Ponadto na trasach marszu pozostawiono 62 wozy bojowe. Zginęło 3 żołnierzy, a 1 został ranny.

## Dowództwo brygady
Dowódca:
- kombrig Siemion Kriwoszein[5]

Szef sztabu:
- płk Iwan Dubowoj[5]

## Struktura organizacyjna
W 1939
- 165 batalion czołgów
- 168 batalion czołgów
- 170 batalion czołgów
- 172 batalion czołgów
- 316 batalion remontowy